# پتروشیمی ارومیه
پتروشیمی ارومیه یک شرکت تولید محصولات پتروشیمی و یکی از شرکت‌های تابعه گروه پتروشیمی سرمایه گذاری ایرانیان است است که در جنوب غربی شهرستان ارومیه واقع شده و این مجتمع دارای ۴ واحد فرآیندی تولید کریستال ملامین، سولفات آمونیوم، اسید سولفوریک و سولفات پتاسیم و اسید کلریدریک و سرویس‌های جانبی تأمین‌کننده آب، بخار، هوا، نیتروژن، توزیع برق و مخازن است.

## موقعیت جغرافیایی
پتروشیمی تبریز واقع در کیلومتر ۳۰ جاده ارومیه – مهاباد در زمینی به مساحت ۱۱۰ هکتار با محوطه صنعتی به وسعت ۵۰ هکتار و ۶۰ هکتار  فضای سبز و استخرهای پساب احداث شده است. 

## مواد اولیه
مواد اولیه مجتمع اوره آمونیاک، گوگرد و کلروپتاسیم است و آب مورد نیاز آن از دو حلقه چاه در جوار مجتمع تأمین می‌شود.

## واحدها
مجتمع دارای ۴ واحد فرآیندی تولید کریستال ملامین، سولفات آمونیوم، اسید سولفوریک و سولفات پتاسیم و اسید کلریدریک و سرویس‌های جانبی تأمین‌کننده آب، بخار، هوا، نیتروژن، توزیع برق و مخازن است.

## محصولات
کود نیتروژن گوگردی، اسید سولفوریک، کریستال ملامین، اسید کلریدریک، کود سولفات آمونیوم و کود سولفات پتاسیم از محصولات این شرکت هستند. محصولات اصلی شرکت، کریستال ملامین با ظرفیت سالانه ۴ هزار تن، سولفات آمونیوم با ظرفیت سالانه ۴۶ هزار تن و اسید سولفوریک با ظرفیت سالانه ۵۰ هزار تن است.

## محیط زیست
به دنبال پیاده‌سازی اقدام‌های زیست محیطی از جمله انتخاب و ساخت واحد اسید سولفوریک براساس فرآیند جذب مضاعف با فناوری مدرن و میزان آلایندگی به مراتب کمتر از استاندارد سازمان محیط زیست ایران و همچنین نصب سامانه آنالیزور برخط (آنلاین) اندازه‌گیری گازهای آلاینده زیست محیطی که اطلاعات آن برخط به سازمان حفاظت محیط زیست برای کنترل و پایش ارسال می‌شود، این شرکت گواهینامه محیط زیستی را دریافت کرده است.

## مسئولیت اجتماعی
شرکت پتروشیمی ارومیه در راستای اجرای مسئولیت اجتماعی خود و یاری به مردم زلزله زده در شهرستان خوی، اقدام به خرید و ارسال کانکس برای اسکان موقت زلزله زدگان کرد.

## اعضاء هیئت مدیره
پتروشیمی تبریز شامل پنج عضو هیئت مدیره است. سعید صادق پور، رئیس هیئت مدیره، نادر جداری، عضو هیئت مدیره، اکبر اسمعیلی، مدیرعامل و نائب رئیس هیئت مدیره، یوسف شریفی، عضو هیئت مدیره و مسعود مجرد اعضای هیئت مدیره پتروشیمی تبریز را تشکیل می‌دهند.

## سهامداران
سهامداران عمده شرکت پتروشیمی تبریز شامل شرکت‌های زیر است. 
شرکت گروه گسترش نفت و گاز پارسیان، شرکت پالایش نفت تبریز، شرکت گروه سرمایه‌گذاری امیر، شرکت سرمایه‌گذاری نفت، گاز و پتروشیمی تأمین (تاپیکو)، بانک رفاه کارگران، صندوق بازنشستگی کشوری و شرکت‌های سرمایه‌گذاری استانی سهام عدالت، به عنوان سهامداران عمده پتروشیمی تبریز هستند.

## درآمد
پتروشیمی ارومیه در سال ۱۴۰۱ حدود ۹۷۶ میلیارد تومان و در سال ۱۴۰۲ حدود ۱۸۰۸ میلیارد تومان درآمد داشته و سود آن نیز در سال ۱۴۰۱ حدود ۱۲۱ میلیارد تومان و در سال ۱۴۰۲ حدود ۲۵۰ میلیارد تومان بوده است. پتروشیمی ارومیه بیش از ۳۰ درصد بازار ملامین داخل ایران را در اختیار دارد.

## صادرات
پتروشیمی ارومیه ۶۰ درصد محصولات خود را به ۳۶ کشور اروپایی و سایر کشورها صادر می‌کند. موقعیت استراتژیک شرکت پتروشیمی ارومیه و نزدیکی آن به دروازه‌های اروپا، امکان صادرات بخش قابل توجهی از محصولات این شرکت به کشورهای اروپایی، حوزه بالکان، آسیای جنوب شرقی به ویژه چین و کشورهای آفریقایی را فراهم آورده است.
- شرکت ملی صنایع پتروشیمی ایران